# 큰사탕수수쥐
큰사탕수수쥐(Thryonomys swinderianus)는 사탕수수쥐과에 속하는 2종의 아프리카 호저아목 설치류의 하나이다. 사하라 이남 아프리카의 갈대밭과 강둑에서 서식한다. 큰사탕수수쥐는 거의 0.6m까지 자라며, 몸무게는 최대 8.6kg이다. 둥근 귀와 짧은 코 그리고 거칠고 억센 털을 갖고 있다. 앞발은 뒷발보다 작고 3개의 발가락이 있다. 그리고 수컷 한 마리가 이끄는 작은 집단 속에서 생활한다. 야행성 동물이고, 풀 속 또는 굴 아래에 둥지를 만든다. 수명은 4년 이상으로 추정된다. 두려워하면, 꿀꿀거리며 물 속으로 달려간다. 지금까지 보전 상태는 "낮은 위험"이다.